# Myotis altarium
Myotis altarium es una especie de murciélago de la familia Vespertilionidae. Se encuentran en China y Tailandia.